# Taberg (tätort)
Taberg (fram till 1961 Smålands Taberg) är en tätort i Jönköpings kommun i Jönköpings län, belägen strax söder om centralorten Jönköping.

## Berget Taberg och historik
Vid samhället finns ett berg med samma namn, Taberg, som når 343 meter över havet. Denna är därmed en av Smålands högsta punkter, efter bland annat Tomtabacken (378 meter), Pustanäs (367 meter, öster om Malmbäck), Huluberg (även kallad Huluberget, 363 meter, nordväst om Bodafors) samt flera höjder öster om Tomtabacken på mellan 365 och 370 meter.
Tabergsborna har tagit malm från berget sedan 1400-talet, kanske redan tidigare, men det var först på 1600-talet som bergslagstiden startade på allvar. Under 1800-talet var bergsbruket och järnhanteringen den viktigaste binäringen för befolkningen i hela västra Småland. Mot slutet av århundradet upphörde brytningen, för att återupptas i och med andra världskrigets utbrott 1939. Det var då man gjorde de största ingreppen i naturen, bland annat två stora öppna dagbrott som man fortfarande kan se.
Berget ingår numera i Tabergs naturreservat. I Tabergsgruvan ordnas visningar.
Taberg tillhörde Månsarps landskommun fram till den 1 januari 1971. Sedan blev både Månsarp och Taberg en del av Jönköpings kommun.

### Befolkningsutveckling
| Befolkningsutvecklingen i Taberg 1960–2020 | Befolkningsutvecklingen i Taberg 1960–2020 | Befolkningsutvecklingen i Taberg 1960–2020 | Befolkningsutvecklingen i Taberg 1960–2020 | Befolkningsutvecklingen i Taberg 1960–2020 |
| ------------------------------------------ | ------------------------------------------ | ------------------------------------------ | ------------------------------------------ | ------------------------------------------ |
|                                            |                                            |                                            |                                            |                                            |
| År                                         |                                            |                                            | Folkmängd                                  | Areal (ha)                                 |
| 1960                                       | 1960                                       |                                            | 2 076                                      |                                            |
| 1965                                       | 1965                                       |                                            | 2 421                                      |                                            |
| 1970                                       | 1970                                       |                                            | 2 630                                      |                                            |
| 1975                                       | 1975                                       |                                            | 3 624                                      |                                            |
| 1980                                       | 1980                                       |                                            | 3 756                                      |                                            |
| 1990                                       | 1990                                       |                                            | 3 916                                      | 327                                        |
| 1995                                       | 1995                                       |                                            | 4 120                                      | 329                                        |
| 2000                                       | 2000                                       |                                            | 4 089                                      | 329                                        |
| 2005                                       | 2005                                       |                                            | 4 223                                      | 335                                        |
| 2010                                       | 2010                                       |                                            | 4 392                                      | 349                                        |
| 2015                                       | 2015                                       |                                            | 4 486                                      | 386                                        |
| 2020                                       | 2020                                       |                                            | 4 535                                      | 397                                        |
| Anm.: Sammanvuxen med Månsarp 1975.        |                                            |                                            |                                            |                                            |

## Samhället
I samhället Taberg finns affärer, caféer, bibliotek, låg- och mellanstadieskola, ett antal industrier, hantverk och serviceföretag.
Taberg är järnvägsstation på linjen Jönköping–Vaggeryd(–Värnamo–Halmstad) sedan 1894. Persontrafiken på sträckan tillhandahålls av Jönköpings länstrafik under varumärket Krösatågen. Orten trafikeras också av stadsbussar. 
Intersport Sveriges huvudkontor låg i industriområdet Målön i Taberg, strax öster om själva tätorten under åren 1968-2008.